# Senyoria d'Overijssel
Des del 1528 el nom de Senyoria d'Overijssel va utilitzar-se per a designar el territori de l'Oversticht amb els països de Vollenhove, Salland, Twente i Drenthe.

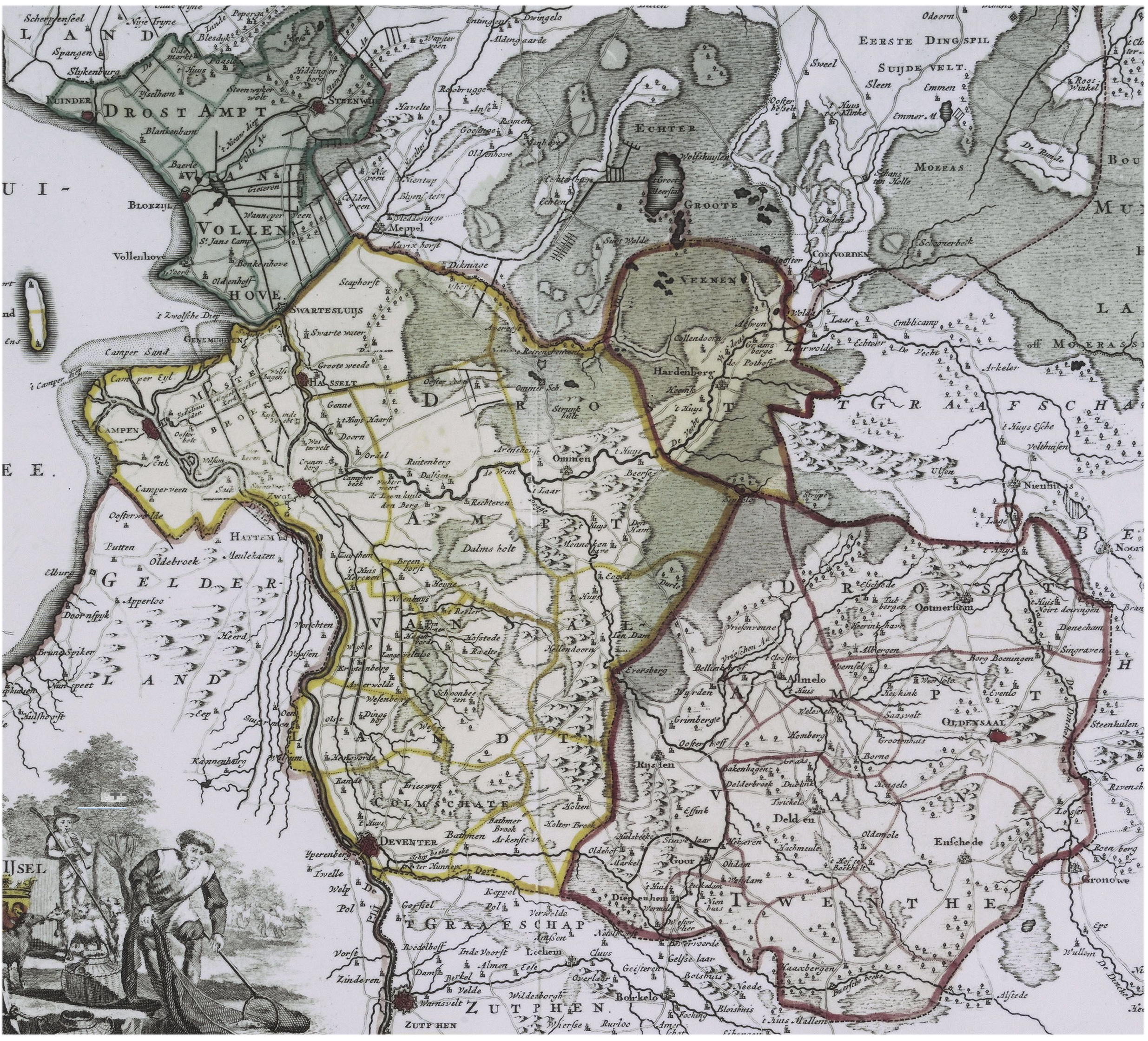
Mapa d'Overijssel al 1757

A aquest any, el príncep-bisbe d'Utrecht va donar a Carles V, un territori que correspon més o menys als territoris de l'actual província neerlandesa d'Overijssel. El nom de la província significa "terres enllà del riu IJssel.
Les ciutats hanseàtiques Deventer, Kampen i Zwolle junts amb Salland, Twente i Vollenhove van formar els estats provincials que van governar la província integrada a les Disset Províncies. Després de la revolució contra Felip II de Castella va esdevenir una de les set províncies que van formar la república de les Set Províncies Unides en trencar-se de la dominació castellana.
El 1795 els francesos van crear la República Batava i introduir una nova subdivisió administrativa, el departament de l'Oude IJssel nomenat segons el nom del riu IJssel. Aquest departament comprenia Overijssel, parts de Gueldre i de Frísia. El 1801 les antigues fronteres van restaurar-se i esdevenir el departament d'Overijssel. Després de l'annexió a França el 1810 va esdevenir fins a la desfeta de Napoleó a Waterloo el departament de les Boques de l'IJssel.